# Triuridales
Triuridales es un orden botánico de plantas monocotiledóneas. Es un sinónimo de Pandanales.
En el Sistema Cronquist (1981) comprende las siguientes familias.
- Petrosaviaceae
- Triuridaceae

En el sistema APG II este orden no existe.